# Vassili Dokutxàiev
Vassili Dokutxàiev (rus: Васи́лий Васи́льевич Докуча́ев)  (Milyukova, 17 de febrer de 1846 (Julià) - Sant Petersburg, 26 d'octubre de 1903 (Julià)), nom complet amb patronímic, Vassili Vassílievitx Dokutxàiev, rus: Васи́лий Васи́льевич Докуча́ев, fou un geògraf rus, un dels primers científics que van realitzar un extens estudis dels tipus de sòls: és considerat com el pare de l'edafologia, de l'agrologia científica i també com el primer conreador de la pedologia.
Dokutxàiev va observar les desastroses conseqüències de les sequeres dels anys 1873 i 1875 en les collites de Rússia. Va analitzar els sòls i adonar-se que és un sistema viu, influenciat pel clima, la roca mare, el relleu, el temps i els agents biològics. A Occident, en aquella època es creia que la roca mare era el gran factor originador dels sòls.
A l'Exposició Universal de París de 1900 presentà en el pavelló rus un bloc de sòl del tipus txernoziom d'un metre cúbic.